# April Ferry
April Ferry (* 31. Oktober 1932 in North Carolina als April Cecilia Gaskins; † 11. Januar 2024) war eine US-amerikanische Kostümbildnerin und Schauspielerin, die unter anderem den Primetime Emmy gewann und für den Oscar für das beste Kostümdesign nominiert war. 2014 wurde sie von der Costume Designers Guild für ihr Lebenswerk ausgezeichnet.

## Leben
April Ferry begann zunächst eine Ausbildung als Tänzerin, bevor sie im Jahr 1968 Kostümbildnerin wurde. Auslöser hierfür stellte die Trennung von ihrem langjährigen Lebensgefährten dar, nachdem sie auf Arbeitssuche von einem Freund, der Kostümbildner bei der Dean Martin Show war, eingestellt wurde. Ende der 1970er Jahre lernte sie bei Robert Fletcher und begann ihre Arbeit beim Film, als sie die Leitung für die Kostüme bei der Produktion der Filmkomödie Reichtum ist keine Schande übernahm. 1983 folgte der Film Der große Frust, bei dem sie erstmals die Leitung der Kostüme übernahm, was für sie ein Durchbruch war. Neben diversen weiteren Filmproduktionen Anfang der 1980er Jahre, darunter auch Mike's Murder, in dem sie auch als Schauspielerin eine Rolle übernahm, war sie im Jahr 1985 für die Kostüme Chers während der Dreharbeiten zu Die Maske zuständig. Sie arbeitete weiterhin an Filmen wie Chucky – Die Mörderpuppe, wobei sie die Arbeit an dem Horrorfilm nach anfänglicher Skepsis als „magisch“ empfand, und dem Tierspielfilm Free Willy – Ruf der Freiheit, bevor sie im Jahr 1994 als Kostümbildnerin an Maverick – Den Colt am Gürtel, ein As im Ärmel mitwirkte. Hierfür wurde sie für den Oscar für das beste Kostümdesign nominiert, konnte sich allerdings nicht gegen Lizzy Gardiner und Tim Chappel durchsetzen, die den Preis für Priscilla – Königin der Wüste erhielten. Für die Fernsehserie Rom, an der sie von 2005 bis 2007 als Kostümbildnerin arbeitete, erhielt sie sowohl den Primetime Emmy als auch zweimal den CDG Award für das beste Kostümdesign einer Fernsehserie. 2008 wirkte sie an dem Film Edge of Love – Was von der Liebe bleibt mit, der für sein Kostümdesign den BAFTA Award erhielt. Nach Surrogates, My Big Fat Greek Summer und The Box im Jahr 2009 arbeitete Ferry in den Folgejahren als Kostümbildnerin an dem Film Elysium, einer Neuauflage von RoboCop und 2015 an Jurassic World. Anschließend war sie für mehrere Serienproduktionen tätig und stattete nach Extant zuletzt mehrere Episoden der Fernsehserie Game of Thrones aus, wofür sie zusammen mit Michele Clapton von der Costume Designers Guild ausgezeichnet wurde.
April Ferry hatte mehrere Kinder und lebte in Rom.

## Filmografie
An folgenden Filmen war April Ferry als Kostümbildnerin oder Teil der Kostümiercrew beteiligt.
- 1979: Reichtum ist keine Schande (The Jerk)
- 1980: Jeanies Clique (Foxes)
- 1981: The Sophisticated Gents (Fernsehfilm)
- 1982: Hammett
- 1982: Einer mit Herz (One from the Heart)
- 1983: Der große Frust (The Big Chill)
- 1984: Mike's Murder
- 1985: Gotcha! – Ein irrer Trip (Gotcha!)
- 1985: Die Maske (Mask)
- 1986: Big Trouble in Little China
- 1986: Poltergeist II – Die andere Seite (Poltergeist II: The Other Side)
- 1987: Ein Ticket für Zwei (Planes, Trains & Automobiles)
- 1987: Made in Heaven
- 1988: Chucky – Die Mörderpuppe (Child's Play)
- 1988: She's Having a Baby
- 1989: Second Hand Familie (Immediate Family)
- 1989: My Name Is Bill W. (Fernsehfilm)
- 1989: Leviathan
- 1989: Das Bankentrio (Three Fugitives)
- 1990: Beinahe ein Engel (Almost an Angel)
- 1992: Fatale Begierde (Unlawful Entry)
- 1992: The Babe – Ein amerikanischer Traum (The Babe)
- 1992: Flug ins Abenteuer (Radio Flyer)
- 1993: Eine Familie namens Beethoven (Beethoven's 2nd)
- 1993: Free Willy – Ruf der Freiheit (Free Willy)
- 1994: Kleine Giganten (Little Giants)
- 1994: Maverick – Den Colt am Gürtel, ein As im Ärmel (Maverick)
- 1995: The Rockford Files: A Blessing in Disguise (Fernsehfilm)
- 1996: The Rockford Files: Punishment and Crime (Fernsehfilm)
- 1996: Wer ist Mr. Cutty? (The Associate)
- 1997: Flubber
- 1997: Don King: Only in America (Fernsehfilm)
- 1997: Wait Till Dawn (Little Boy Blue)
- 1997: Die Verschwörung im Schatten (Shadow Conspiracy)
- 1998: Leben und lieben in L.A. (Playing by Heart)
- 1998: Claudine's Return
- 1999: Brokedown Palace – Die Hoffnung stirbt zuletzt (Brokedown Palace)
- 2000: Boys, Girls & a Kiss (Boys and Girls)
- 2000: U-571
- 2001: Dämonisch (Frailty)
- 2001: 15 Minuten Ruhm (15 Minutes)
- 2001: Donnie Darko
- 2003: Terminator 3 – Rebellion der Maschinen (Terminator 3: Rise of the Machines)
- 2003: Timeline
- 2003: National Security
- 2006: Southland Tales
- 2005–2007: Rom (Fernsehserie)
- 2008: Edge of Love – Was von der Liebe bleibt (The Edge of Love)
- 2009: Surrogates – Mein zweites Ich (Surrogates)
- 2009: My Big Fat Greek Summer (My Life in Ruins)
- 2009: The Box – Du bist das Experiment (The Box)
- 2013: Elysium
- 2014: RoboCop
- 2015: Jurassic World
- 2014–2015: Extant (Fernsehserie, 14 Episoden)
- 2016: Game of Thrones (Fernsehserie, acht Episoden)

## Auszeichnungen
| Tabellarische Übersicht der Auszeichnungen und Nominierungen | Tabellarische Übersicht der Auszeichnungen und Nominierungen | Tabellarische Übersicht der Auszeichnungen und Nominierungen | Tabellarische Übersicht der Auszeichnungen und Nominierungen | Tabellarische Übersicht der Auszeichnungen und Nominierungen |
| Jahr                                                         | Auszeichnung                                                 | Für                                                          | Kategorie                                                    | Resultat                                                     |
| ------------------------------------------------------------ | ------------------------------------------------------------ | ------------------------------------------------------------ | ------------------------------------------------------------ | ------------------------------------------------------------ |
| 1995                                                         | Oscar                                                        | Maverick – Den Colt am Gürtel, ein As im Ärmel               | Bestes Kostümdesign                                          | Nominiert                                                    |
| 2006                                                         | Primetime Emmy                                               | Rom                                                          | Bestes Kostümdesign für eine Serie                           | Gewonnen                                                     |
| 2006                                                         | CDG Award                                                    | Rom                                                          | Bestes Kostümdesign für eine Fernsehserie                    | Gewonnen                                                     |
| 2007                                                         | Primetime Emmy                                               | Rom                                                          | Bestes Kostümdesign für eine Serie                           | Nominiert                                                    |
| 2007                                                         | CDG Award                                                    | Rom                                                          | Bestes Kostümdesign für eine Fernsehserie                    | Gewonnen                                                     |
| 2008                                                         | CDG Award                                                    | Rom                                                          | Bestes Kostümdesign für eine Fernsehserie                    | Nominiert                                                    |
| 2009                                                         | BAFTA Award, Wales                                           | Edge of Love – Was von der Liebe bleibt                      | Bestes Kostümdesign                                          | Gewonnen                                                     |
| 2014                                                         | CDG Award                                                    | Lebenswerk                                                   | Gewonnen                                                     |                                                              |
| 2016                                                         | CDG Award                                                    | Excellence in a Fantasy Television Series                    | Gewonnen                                                     |                                                              |